# Caïssa (nimf)

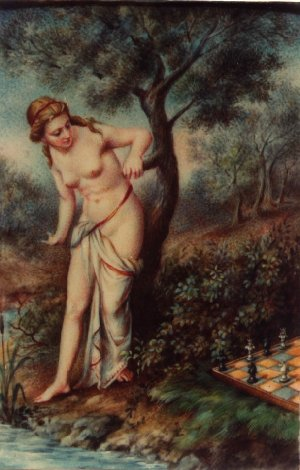
Caïssa

Caïssa is een boomnimf die wordt gepresenteerd als de godin van het schaakspel. Hoewel een karakter dat in de zestiende eeuw is bedacht, wordt zij als een figuur uit de Griekse mythologie beschouwd.

## Het verhaal
Het fragment in Caïssa or The Game of Chess - A poem, alwaar William Jones de schaakgodin Caïssa introduceerde luidde als volgt:
A lovely Dryad rang'd the Thracian wild,
Her air enchanting and her aspect mild;
To chase the bounding hart was all her joy,
Averse from Hymen and the Cyprian boy;
O'er hills and valleys was her beauty fam'd,
And fair Caïssa was the damsel nam'd.
Caïssa wijst in dit gedicht aanvankelijk de avances van de oorlogsgod Mars af. De afgewezen Mars zoekt dan de hulp van de sportgod Euphron (een bedenksel van Jones), broer van Venus, die dan voor Mars het schaakspel uitvindt om Caïssa's gunst te winnen:
He fram'd a tablet of celestial mold,
Inlay'd with squares of silver and of gold;
Then of two metals form'd the warlike band,
That here compact in show of battle stand;
He taught the rules that guide the pensive game,
And call'd it Cassa from the Dryad's name:
(Whence Albion's sons, who most its praise confess,
Approv'd the play, and nam'd it thoughtful Chess.)
Deze poëtische uitvinding van het schaakspel door de goden was overigens geenszins een poging het ontstaan van het schaakspel aan de Griekse mythologie toe te schrijven.

## Historie van de mythe

### Scacchorum Liber (1525)
Een eerste hint van Caïssa's bestaan komt uit de Renaissance, toen de Italiaanse dichter Marcus Hieronymus Vida (1490-1566) het gedicht Scacchorum Liber (1525) schreef. Dit gedicht, geschreven in het Latijn, verhaalt van een schaakpartij tussen Apollo en Mercurius, in aanwezigheid van de andere goden. Hier komt tevens ene Scacchis voor, een nimf die diende om de mensheid aan het schaakspel te introduceren. Deze vroege versie van Caïssa zou echter niet beklijven in de schaakgemeenschap.
De 742 versen lange Scacchorum Liber is zonder toestemming of vermelding van Vida verstuurd door John Hone aan Hilary Berthulph in Basel. Het gedicht werd vergezeld van een brief van Berthulph aan John Tailor. Hierin schreef Berthulph hoezeer het gedicht aanbevolen werd door eenieder die het gelezen had. Met name Desiderius Erasmus, met wie Berthulph geregeld schaakte, zou erg enthousiast over het gedicht zijn geweest.

### Scacchia Ludus (1527)

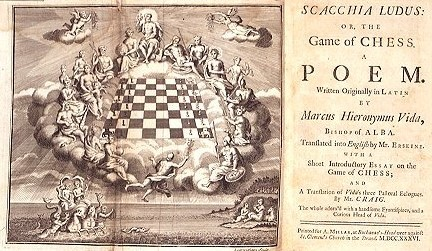
Scacchia, Ludus. Voorpagina van een Engelstalige versie uit 1736

Het is mogelijk, maar niet bevestigd, dat Scacchorum Liber een kladversie van de Scacchia Ludus ("Het Schaakspel") was en zijn publicatie tot die van laatstgenoemde heeft geleid. Twijfels hierover  kwamen voort uit het feit dat laatstgenoemde met 658 verzen flink was ingekort en, terwijl de inhoud nog altijd over het schaken ging, het bijna onherkenbaar was aangepast. Zo was bijvoorbeeld Scacchia uit beeld verdwenen.
Desalniettemin wordt in latere literatuur naar Scacchia Ludus verwezen als een belangrijke bron voor de oorsprong van Caissa's creatie: enkele sfeerbepalende verzen zijn bijna letterlijk overgenomen in Caïssa or the Game of Chess (1763).
Vida heeft overigens met de introductie van de schaaktoren in Scacchia Ludus onbedoeld tevens een blijvende invloed op de benaming van deze stuk in het schaakspel gehad.

### Caïssa (1763)

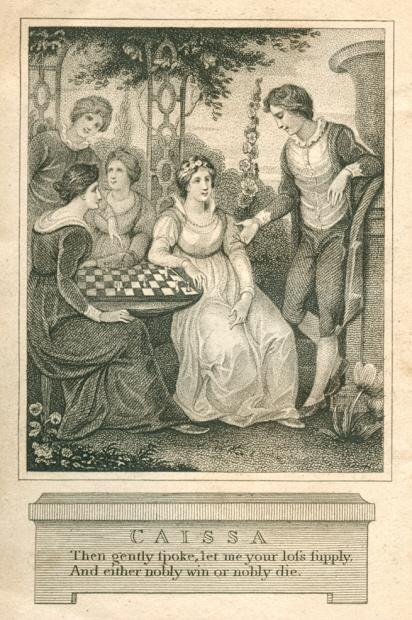
Een afbeelding uit de oorspronkelijke publicatie van Caïssa in 1763.

De toen zeventienjarige Engelse William Jones herbruikte het idee van Vida's gedichten in zijn eigen Caïssa or the Game of Chess -  a Poem (1763), welke in heroic coupletten was geschreven. Jones ging zo ver dat de verzen die letterlijk uit Vida's gedicht waren vertaald als zodanig in de voetnoten van zijn eigen gedicht plaatste. In Jones' gedicht wordt niet van Scacchis, maar van Caïssa gesproken.
Aangenomen wordt dat Jones's "Caïssa" (ka-is-sa) een synoniem is dat is afgeleid van Vida's "Scacchia" (ska-ki-a), maar dit is niet bewezen. In feite claimt de Katholieke Encyclopaedie dat het woord is afgeleid van 'Sissa' of 'Sassa', de mythische uitvinder van het schaakspel.
De Engelstalige versie van Philidor's Systematic introduction to the game and the analysis of chess (1777) bevatte Jones' gedicht. Dit gedicht was in 1851 vertaald naar het Frans door Frédéric Alliey. Het is dan ook deze Caïssa die de door de internationale schaakgemeenschap als muze, of schaakgodin, in de armen is gesloten.

## Hedendaags gebruik van Caïssa
Despite the documented evidence by chess historian HJR Murray, I've always thought that chess was invented by a goddess.
— George Koltanowski, in het Voorwoord van Women in chess, players of the Modern Age

In de schaakwereld en dan met name de schaakliteratuur wordt geregeld naar Caïssa verwezen:
- Garry Kasparov gebruikt geregeld deze verwijzing, met name in zijn boekenserie My Great Predecessors. Het wordt gebruikt as metafoor voor geluk hebben: "Ik had Caïssa aan mijn zijde". Hij gebruikt het in het bijzonder in onduidelijke situaties, zoals in schaakoffers.
- In het boek The March of Chess Ideas (1994) van Anthony Saidy wordt Caïssa veelvuldig genoemd.
- T. R. Dawson maakte veelvuldig gebruik van Caïssa, zowel als karakter voor de beschrijving van zijn schaakprobleemverzamelingen, of slechts als een geschikte metafoor in het schaken.
- Wanneer de Poolse schrijver Heinrich Fraenkel (1897-1986) over schaken schreef, gebruikte hij Assiac als pseudoniem. Assiac staat voor Caïssa, maar achterstevoren gespeld.
- Antonio Radić, een Kroatische YouTuber met het kanaal 'agadmator's Chess Channel', heeft "Age of Caissa"  geschreven, een manga gebaseerd op het schaken, dat zich afspeelt in een postapocalyptische wereld dat wordt beheerst door kunstmatige intelligentie.
- Het eerste schaakcomputerprogramma dat het Wereldkampioenschap computerschaken (in 1974) won was Kaissa.
- De schaakvariant Caïssa Britannia, bedacht door Fergus Duniho, was naar Caïssa genoemd.[11]
- Het kaartgame Android: Netrunner bevat Caïssa, een programma waarin de kaarten het ontwerp van schaakstukken hebben.
- Schaakverenigingen zijn naar haar vernoemd, zoals Schaakvereniging Caïssa in Amsterdam, een van de oudste en grootste schaakverenigingen van Nederland; en Caïssa-Eenhoorn, een schaakclub in Hoorn.
- Schaakgenootschap Overschie heeft jaarlijks de "Fiesta del Vitesse-de-Caïssa", vrijvertaald een "Feest van het Snelschaken" waarbij in de naam verwezen wordt naar de Schaakgodin.[12]

In de zoektocht naar bewijs voor de aanwezigheid van vrouwelijke goddelijkheid ("sacred feminine") in het schaakspel wordt mede naar Caïssa gekeken.